# Gola (Świerczów)

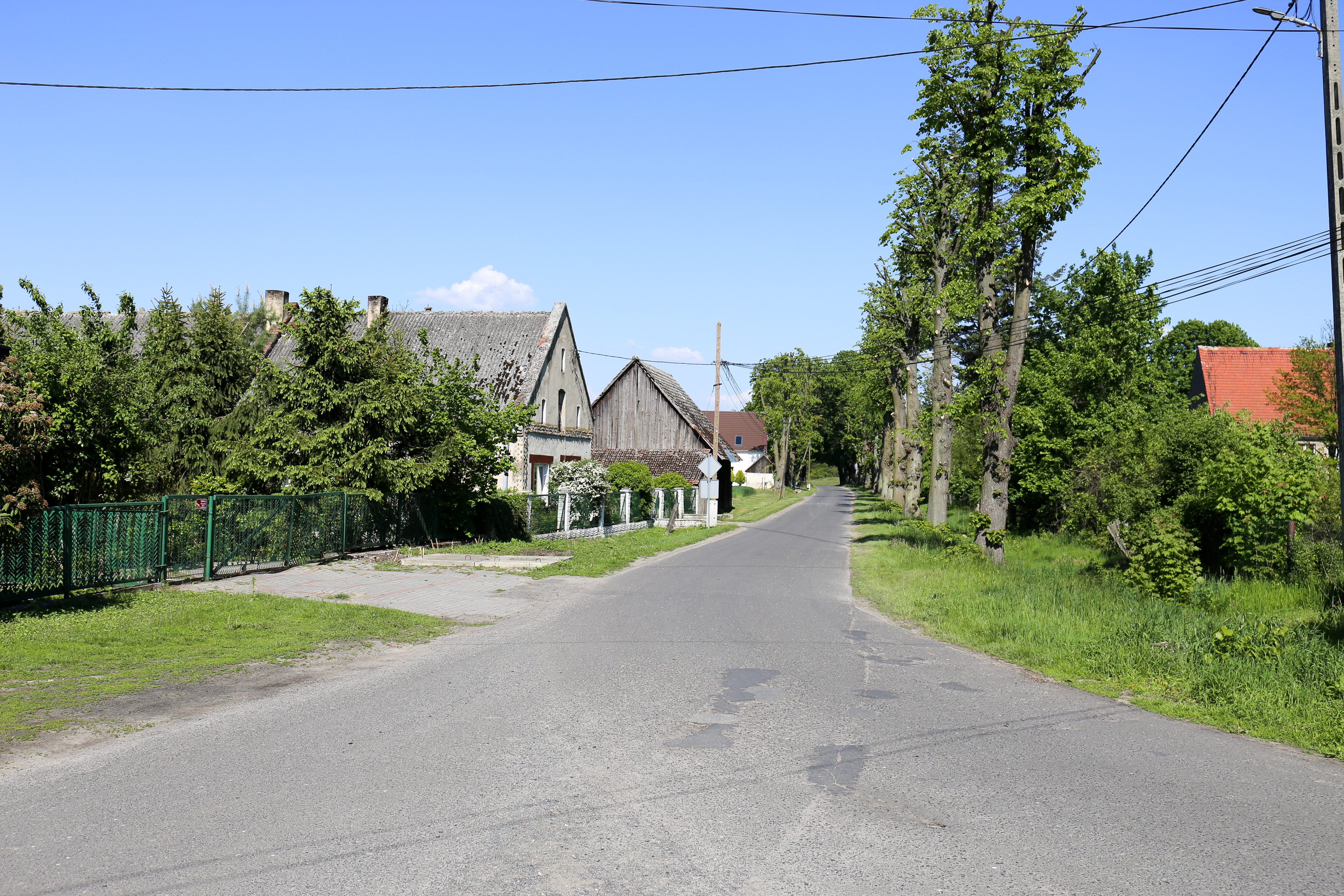
Ortsansicht

Gola (deutsch Gülchen, auch Gühlchen) ist eine Ortschaft in Niederschlesien. Der Ort liegt in der Gmina Świerczów im Powiat Namysłowski in der Woiwodschaft Opole in Polen.

## Geographie

### Geographische Lage
Das Straßendorf Gola liegt vier Kilometer westlich des Gemeindesitzes Świerczów (Schwirz), 19 Kilometer südlich der Kreisstadt Namysłów (Namslau) sowie 45 Kilometer nordwestlich der Woiwodschaftshauptstadt Opole (Oppeln). Der Ort liegt in der Nizina Śląska (Schlesische Tiefebene) innerhalb der Równina Oleśnicka (Oelser Ebene).

### Ortsteile
Ortsteil von Gola ist der Weiler Lipa (Vorwerk Lippe).

### Nachbarorte
Nachbarorte von Gola sind im Westen Grodziec (Groditz), im Nordosten Wężowice (Wenziowitte) und im Süden Bąkowice (Bankwitz).

## Geschichte

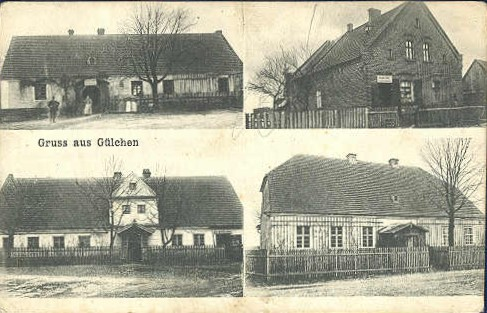
Gülchen um 1908

Der Ort wurde 1305 erstmals erwähnt. 1363 erfolgte eine Erwähnung als Gola.
Nach dem Ersten Schlesischen Krieg 1742 fiel Gülchen mit dem größten Teil Schlesiens an Preußen.
Nach der Neuorganisation der Provinz Schlesien gehörte die Landgemeinde Gülchen ab 1816 zum Landkreis Namslau im Regierungsbezirk Breslau. 1845 bestanden im Dorf eine Freischoltisei, eine evangelische Schule, eine Windmühle, eine Wassermühle, drei Vorwerke und 90 Häuser. Im gleichen Jahr lebten in Gülchen 726 Menschen, davon 96 katholisch. Zu Gülchen gehörte das Beidorf Wenziowitte. 1874 wurde der Amtsbezirk Bankwitz gegründet, welcher die Landgemeinden Bankwitz, Groditz und Gühlchen und die Gutsbezirke Bankwitz und Gülchen umfasste.
1933 zählte Gülchen 784 Einwohner. Am 1. April 1937 wurde Groditz nach Gülchen eingemeindet. 1939 lebten 715 Menschen im Ort. Bis 1945 gehörte der Ort zum Landkreis Namslau.
1945 kam der Ort als Folge des Zweiten Weltkriegs an Polen, wurde in Gola umbenannt und der Woiwodschaft Schlesien angeschlossen. 1950 wurde Gola der Woiwodschaft Opole zugeteilt. 1999 wurde es Teil des wiedergegründeten Powiat Namysłowski.

## Sehenswürdigkeiten

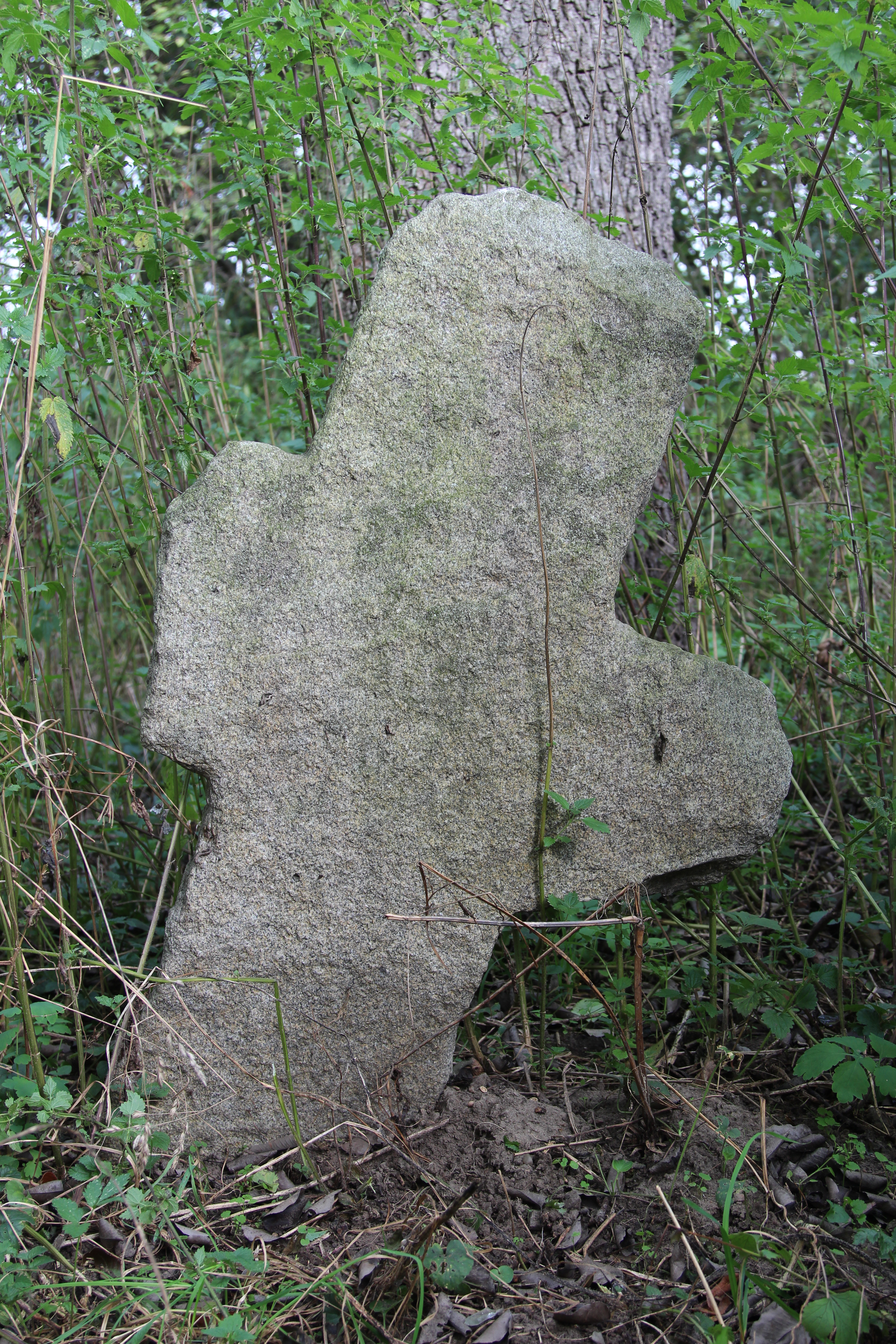
Sühnekreuz

- Sühnekreuz
- Hölzerner Glockenturm